# موزه هنر هاروارد
موزه هنر هاروارد (انگلیسی: Harvard Art Museums) بخشی از دانشگاه هاروارد می‌باشد که شامل موزه فوگ، موزه بوش رایزینر و موزه ام.ساکلر می‌باشد.
این مجموعه شامل دویست و پنجاه هزار شی قیمتی از اروپا، آمریکای شمالی، آفریقای شمالی، خاورمیانه، آسیای جنوبی، آسیای شرقی و آسیای جنوب شرق می‌باشد.